# パウリの排他原理
パウリの排他原理（パウリのはいたげんり、英: Pauli exclusion principle）とは、2つ以上のフェルミ粒子は、同一の量子状態を占めることはできない、という原理である。1925年にヴォルフガング・パウリによって提唱された。パウリの定理、パウリの排他律、パウリの禁制、パウリの禁則などとも呼ばれる。
パウリの排他原理はフェルミ粒子について成り立つ法則であり、ボース粒子については成り立たない（ボース粒子は、複数の粒子が同一の量子状態を占めることがありうる）。

## スピンの発見と命名
ナトリウムのD線の実験において、磁場がない場合は単一波長の光が観察されるはずであったが、予想に反してD線が2本に分裂することが発見された。それを受け、1924年にヴォルフガング・パウリは、電子が2値の量子自由度を持つ可能性について言及した。
1925年にウーレンベックとゴーズミットは、この電子の自由度の由来について、電子が自転しているという仮説をたてたため、この自由度はスピンと呼ばれるようになった。しかし、電子が自身のスピンに相当する角運動量を自転によって得るためには、光速を超える速度で自転しなければならず、相対論に反する。そのため、パウリによってこの仮説は否定されたが、スピンという名称は残された。

## スピン座標
これまで電子の状態を表す波動関数は、空間座標のみの関数と考え、
と表記してきた。
しかし、電子にはスピンという新たな自由度があることが分かったため、これを新たな座標として加える必要がある。
磁場中において、軌道角運動量は{\displaystyle 2{\mathit {l}}+1}個（{\displaystyle {\mathit {l}}}: 方位量子数）に分裂することが分かっている。このことから、{\displaystyle {\mathit {l}}}に対応した数値を{\displaystyle {\mathit {s}}}とすると、スピン角運動量も{\displaystyle 2{\mathit {s}}+1}個に分裂していると考えるのが妥当である。
エネルギー準位が2つに分裂していることから、原子内の電子のスピンに対応した準位は 2 つであることが分かる。
よって、
であり、
となる。
また、軌道角運動量の場合には、磁気量子数{\displaystyle {\mathit {m}}}の取り得る範囲は{\displaystyle -{\mathit {l}}\leq {\mathit {m}}\leq {\mathit {l}}}である。今、{\displaystyle {\mathit {l}}}に対応した数値{\displaystyle {\mathit {s}}}が{\displaystyle 1/2}であることから、スピン磁気量子数{\displaystyle {\mathit {m}}_{s}}のとる値としては、
と考えるのが妥当となる。
以上のことから、スピン座標を{\displaystyle \sigma }で表すと、波動関数は、
で書けることとなる。ただし、{\displaystyle \sigma }は{\displaystyle -1/2}または{\displaystyle 1/2}をとる。

## フェルミ粒子とボース粒子
同じ種類の粒子は全く同じ質量、電荷、スピンを持つため、同じ種類の粒子を互いに区別することが出来ない。
2個の同種粒子、例として電子を考え、2個の電子を電子1、電子2と呼ぶと、その波動関数は位置座標{\displaystyle {\boldsymbol {r}}}とスピン座標{\displaystyle \sigma }を用いて、
と表される。 
ここで、電子1と電子2の位置座標とスピン座標を入れ替えると、
となる。
ところが、2個の電子は区別できないため、上記の2つの波動関数は同一の状態を表す波動関数である。
したがって、定数{\displaystyle C}で、
と書ける。
さらに2つの電子の変数をもう一度入れ替えると、
という関係が導かれ、{\displaystyle {\mathit {C}}=-1,+1}という条件が得られる。
この{\displaystyle {\mathit {C}}}の値は、同種粒子の入れ替えによる対称、反対称を意味する。
粒子の具体例として、
- {\displaystyle {\mathit {C}}=-1} の場合・・・電子、陽子、中性子
- {\displaystyle {\mathit {C}}=+1} の場合・・・光子

が挙げられる。
スピンが{\displaystyle 1/2,3/2,5/2,\dots }のような半整数の同種粒子の波動関数は、変数の入れ替えで反対称{\displaystyle ({\mathit {C}}=-1)}であり、このような粒子をフェルミ粒子（フェルミオン）と呼ぶ。
対して、スピンが{\displaystyle 0,1,2,...}のような整数の同種粒子の波動関数は、変数の入れ替えで対称{\displaystyle ({\mathit {C}}=+1)}であり、このような粒子をボース粒子（ボソン）と呼ぶ。

## 多電子原子系

### ハートリー近似
原子番号{\displaystyle N}の原子について考える。簡単のために、位置座標{\displaystyle {\boldsymbol {r}}}とスピン座標{\displaystyle \sigma }を{\displaystyle \xi }を用いて表すと、波動関数は
と書ける。

ここで、原子の中で{\displaystyle N}個の電子は互いに独立に運動する、と考えることが出来るため、電子系の波動関数{\displaystyle \Psi (\xi _{1},\xi _{2},...,\xi _{N})}
を、以下のような積の形で表される規格化された1電子波動関数
で表す近似
を導入する。これをハートリー近似と言う。
ただし、{\displaystyle \alpha (\sigma )}はアップ・スピン、{\displaystyle \beta (\sigma )}はダウン・スピンを、{\displaystyle {\mathit {a}},{\mathit {b}},...,{\mathit {n}}}は量子数を意味する。

### 2電子原子
簡単のために、まず2電子原子系を考える。ハートリー近似をもとに波動関数を考えると、以下のように書ける。
今考えているのは電子であるから、座標の入れ替えによる反対称性（符号の反転）を満足しなければならない。しかし、この波動関数は反対称性を満足していないため、式を書き換える必要がある。
上記の波動関数の座標を入れ替えると、
となる。
この式を考慮に入れ、反対称化して規格化すると、以下の波動関数が得られる。
ここで、この波動関数を行列式で表現することを考えると、
となる。
行列式の性質から、
- 座標 {\displaystyle \xi _{1},\xi _{2}} を交換すると、行が交換されて行列式の符号が変わる {\displaystyle \Rightarrow } 反対称性を満足している
- 量子数 {\displaystyle {\mathit {a}},{\mathit {b}}} が一致すると、2つの列が一致するため、行列式が0となる {\displaystyle \Rightarrow } 波動関数が存在しない

ということが言える。

### N電子原子
2電子原子での波動関数を行列式で表す考え方を拡張すると、原子番号{\displaystyle N}の原子の波動関数の行列式は以下となる。
これをスレイター行列式と呼ぶ。
また、以上のように、波動関数を行列式を用いて近似する方法をハートリー・フォック近似と言う。

## スレイター行列式による証明
スレイター行列式は、行列式の性質から、
- 2つの行の入れ替え（電子{\displaystyle {\mathit {i}},{\mathit {j}}}の座標{\displaystyle \xi _{\mathit {i}},\xi _{\mathit {j}}}の入れ替え）で行列式は−1倍となる{\displaystyle \Rightarrow }反対称性を満足している
- 量子数が一致し、ある2つの列が同一となると、行列式は0となる{\displaystyle \Rightarrow }波動関数が存在しない

ということが言える。
この行列式の性質から総じて言えることは
ということである。
以上から、ハートリー・フォック近似によるスレイター行列式により、パウリの排他原理は自動的に満たされていることが分かる。